# Sociedade Informatizada
Sociedade Informatizada é aquela que, essencialmente, se baseia na utilização de computadores para inúmeros tipos de tarefas como pesquisa em diversos âmbitos, consultas bancárias, conexão com outros usuários, entre outros. 
Essas máquinas chegaram a tão alto patamar tecnológico que hoje acaba por substituir muitas funções antes executadas pelo próprio homem e que já não podem executar sem a intervenção dos mesmos. 
A grande gama de oportunidades e informações que são disponibilizadas através da rede mundial de computadores torna essa sociedade como se fosse uma interligação entre pessoas sem que a distância entre elas influencie. Apesar das facilidades de se conectar a essa rede, ainda há muitas pessoas que são excluídas desse meio da informatização.
Há vários questionamentos de diversos autores sobre a influência desse tipo de comportamento na vida social atualmente e futuramente.

## Início da era informatizada
A princípio os computadores começaram a ser desenvolvidos de maneira rudimentar, com funções muito simples como fazer cálculos. Com o avanço das tecnologias, ano após ano, os computadores também sofreram alterações em seu aspecto e composição.
O primeiro computador, desenvolvido na década de 40, era de proporções gigantescas, ocupando uma área de aproximadamente 1.400m² e cerca de 30 toneladas. Sua maior finalidade era a comunicação durante a guerra. Com a evolução, os computadores foram sendo fabricados de forma mais compacta até
os tamanhos que conhecemos hoje. A internet veio atuar na década de 90, portanto, recentemente, mas já alcança a maior parte da população.

## Interatividade na educação
Hoje, a maioria das escolas(se não todas) de ensino fundamental e médio, particular e pública do Brasil possuem salas de computação onde os alunos aprendem a manusear e interagir com o computador. Essa realidade se torna cada vez maior e se aplica sua utilização para que o aprendizado seja intensificado através de pesquisas na rede, a qual possibilita maior variedade de conteúdo em um só lugar e atualizado constantemente.
Apesar da modernidade ter chegado aos lugares mais longínquos levando as informações de todo o mundo, ainda há pessoas que vivem a exclusão digital.
Há projetos que pretendem erradicar essa exclusão e que cada vez mais pessoas façam parte dessa sociedade informatizada e que essas pessoas entrem em contato com o computador cada vez mais cedo, por isso a importância da informática nas escolas.
Sua principal vantagem é a interatividade entre usuários. Possibilita que muitas pessoas conheçam outras culturas sem a necessidade de se deslocarem a outros locais. Rapidez na transmissão de dados e informações. Agilidade e comodidade em diversos serviços. Acesso a uma maior fonte de pesquisa atualizada.

## Ligações Externas
- [ligação inativa]